# Добрынская, Наталья Владимировна
Ната́лья Владимировна Добрынская (укр. Наталія Володимирівна Добринська; род. 29 мая 1982, Якушинцы, Винницкая область) — украинская легкоатлетка, многоборка. Олимпийская чемпионка 2008 года. Заслуженный мастер спорта Украины. В 2012—2023 годах владела мировым рекордом в пятиборье (5013 очков, первая в истории, кто набрал более 5000 очков).
27 октября 2013 года официально объявила о завершении спортивной карьеры. Одна из трех олимпийских чемпионок по лёгкой атлетике в истории независимой Украины.

## Спортивные достижения

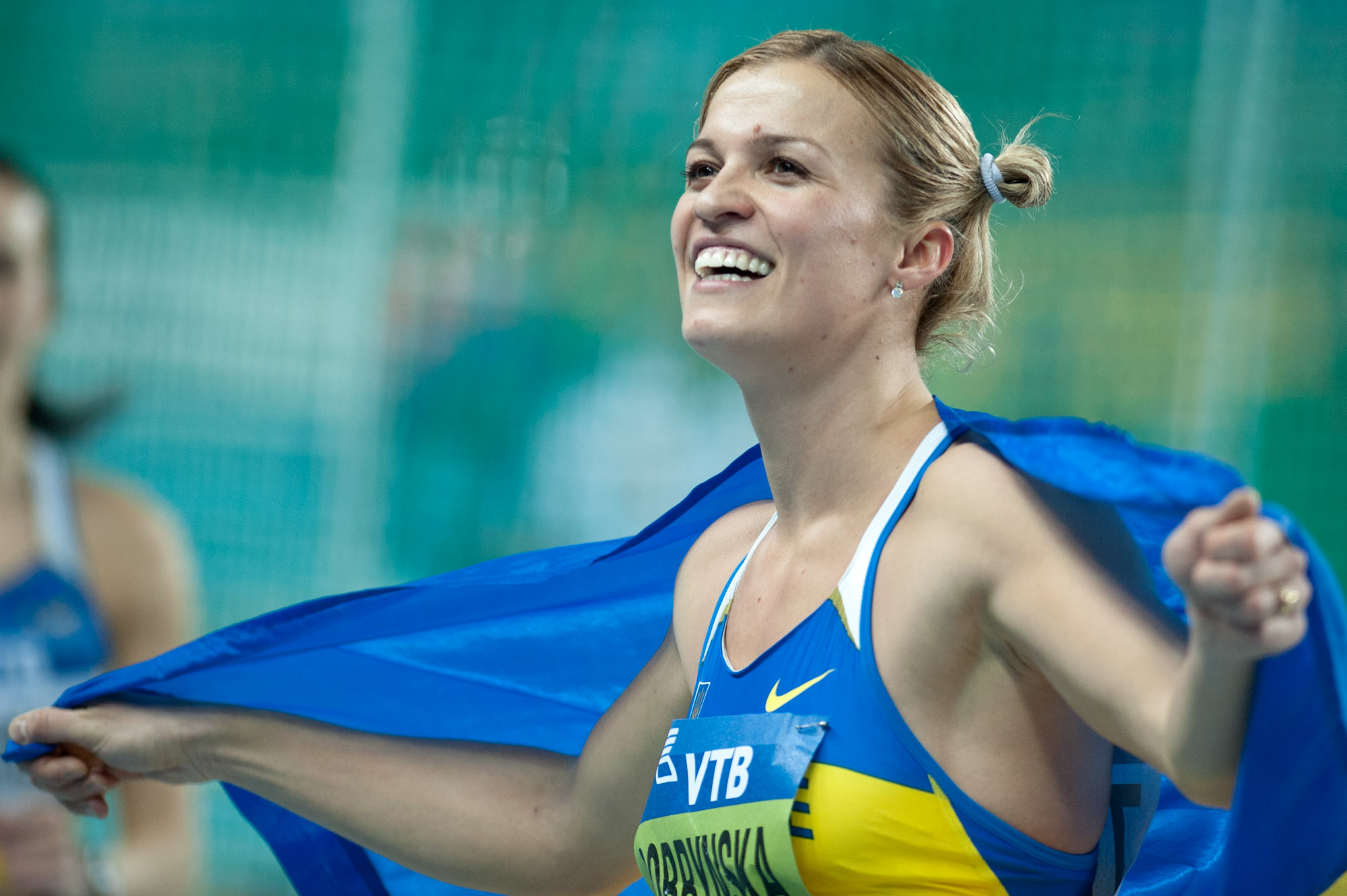
Добрынская на чемпионате мира по лёгкой атлетике 2012

- 2000 — Чемпионат Украины среди юниоров, семиборье — 1-е место.
- 2003—2004-2005-2007, Чемпионат Украины, пятиборье — 1-е место.
- 2004 — Олимпийские игры 2004 — 8-е место.
- 2004 — Чемпионат мира, пятиборье — 2-е место.
- 2005 — Чемпионат Европы, пятиборье — 3-е место.
- 2005 — Чемпионат мира — 9-е место.
- 2007 — Чемпионат мира — 6-е место.
- 2008 — Олимпийские игры 2008 — 1-е место в семиборье, принесла сборной Украины пятую золотую медаль. Результаты по видам на Олимпийских играх в Пекине[4]:
  - 100 м, с барьерами, 7-е место — 13,44 сек. — 1059 очков
  - Прыжки в высоту, 10-е место — 1.80 см — 978
  - Толкание ядра, 1-е место — 17.29 м — 1015
  - Бег на 200 м, 15-е место — 24:39 сек. — 944
  - Прыжки в длину, 1-е место — 6.63 м — 1049
  - Метание копья, 5-е место — 48.60 м — 833
  - Бег на 800 м, 23-е место — 2:17.72 — 855
  - Общий зачёт: 1-е место — 6733 очков.
- 2009 — Чемпионат мира — 4-е место
- 2010 — Чемпионат мира — 2-е место
- 2010 — Чемпионат Европы — 2-е место
- 2011 — Чемпионат мира — 5-е место.
- 2012 — Чемпионат мира, пятиборье — 1 место, Мировой рекорд

## Образование
- Винницкий государственный педагогический университет
- Закарпатский государственный университет (факультет международных отношений)

## Семья
- Мать — Любовь Аполлинарьевна, чемпионка Винницкой области по армрестлингу и журналистка;
- Отец — Владимир Степанович, руководитель отдела Винницкой райгосадминистрации, занимающейся инвалидным спортом.
- Сестра — Виктория Добрынская, мастер спорта по прыжкам в высоту.
- Муж — Дмитрий Поляков (1965—2012[5]), тренер, заслуженный деятель физической культуры и спорта Украины[6].

## Награды
- Орден «За заслуги» III степени[7].
- Орден княгини Ольги III степени[8].